# GTFO (bài hát của Mariah Carey)
}}
"GTFO" là một bài hát của ca sĩ kiêm nhạc sĩ người Mỹ Mariah Carey. Ngày 13 tháng 9 năm 2018, hãng thu âm Epic Records phát hành bài hát này dưới dạng đĩa đơn quảng bá cho album phòng thu thứ 15 của Mariah Carey - Caution. Bài hát sử dụng đoạn nhạc mẫu từ ca khúc năm 2014 của Porter Robinson, "Goodbye to a World".

## Ra mắt
—Carey nói về việc phát hành đĩa đơn quảng bá "GTFO".
Carey thông báo qua báo chí rằng "GTFO" sẽ là đĩa đơn quảng bá đầu tiên cho album phòng thu thứ 15 sắp ra mắt của mình.

## Đón nhận
Theo tạp chí Spin, tác giả Israel Daramola có lời đánh giá tích cực và cho rằng đây là một "ca khúc huyền ảo, dịu dàng cùng giai điệu lôi cuốn". Tác giả Randall Colburn của tạp chí Consequence of Sound ca ngợi giọng hát của Carey và cách phối nhạc của bài hát, cho rằng "những dòng chảy mơ màng của bài hát cuộn vào nhau một cách hấp dẫn". Tác giả R. Eric Thomas của Elle cũng dành lời khen khi đánh giá bản thu là "[một] ca khúc nhịp trung đầy nhục cảm", ghi nhận rằng bài hát đã "gia nhập truyền thống lâu đời của các nhạc phẩm viết về chuyện ai đó bị đuổi ra ngoài". Biên tập viên của Billboard Gil Kaufman cho rằng âm thanh của bài hát được sản xuất một cách "sắc bén". Bài hát GTFO được xếp thứ 59 trong danh sách 100 đĩa đơn hay nhất năm 2018 của trang web Idolator và xếp thứ 92 trong danh sách 100 bài hát hay nhất năm 2018 của đài phát thanh NPR.

## Diễn biến thương mại
Trong tuần của ngày 14 tháng 9 năm 2018, bài hát xuất hiện trên Russian Music Chart tại vị trí thứ 25.

## Video âm nhạc
Video âm nhạc của ca khúc được đạo diễn bởi Sarah McColgan và được phát hành thông qua kênh Vevo của Mariah Carey vào ngày 14 tháng 9 năm 2018.

## Danh sách bài hát
| Dạng kĩ thuật số | Dạng kĩ thuật số | Dạng kĩ thuật số |
| STT              | Nhan đề          | Thời lượng       |
| ---------------- | ---------------- | ---------------- |
| 1.               | "GTFO"           | 3:27             |

## Xếp hạng

### Xếp hạng tuần
| Chart (2018)  | Peak position |
| ------------- | ------------- |
| Russia (NFPP) | 25            |

## Lịch sử phát hành
| Quốc gia | Ngày                | Hình thức            | Nhãn đĩa | Chú thích |
| -------- | ------------------- | -------------------- | -------- | --------- |
| Hoa Kỳ   | 13 tháng 9 năm 2018 | Tải về - kỹ thuật số | Epic     | [ 17 ]    |

## Liên kết
1. ↑  "Mariah Carey shares new song "GTFO"". Thefader.com. Truy cập ngày 14 tháng 9 năm 2018.
2. ↑  "Mariah Carey Returns With New Song "GTFO"". Complex. Truy cập ngày 14 tháng 9 năm 2018.
3. ↑  "Mariah Carey Samples Porter Robinson in New Single "GTFO"". Edmtunes.com. ngày 13 tháng 9 năm 2018. Truy cập ngày 14 tháng 9 năm 2018.
4. ↑  "Listen to Mariah Carey's New Single 'GTFO' - HipHop-N-More". Hiphop-n-more.com. ngày 13 tháng 9 năm 2018. Truy cập ngày 14 tháng 9 năm 2018.
5. ↑  "Mariah Carey Returns With New Song From Album Out This Year: Listen". Pitchfork. ngày 14 tháng 9 năm 2018. Truy cập ngày 14 tháng 9 năm 2018.
6. ↑  "Mariah Carey Returns With New Song From Album Out This Year: Listen - Pitchfork". pitchfork.com. Truy cập ngày 14 tháng 9 năm 2018.
7. ↑  "Mariah Carey - "GTFO": Listen". Spin.com. ngày 13 tháng 9 năm 2018. Truy cập ngày 14 tháng 9 năm 2018.
8. ↑  "Mariah Carey shares the sweetly profane "GTFO": Stream". Consequence of Sound. ngày 13 tháng 9 năm 2018. Truy cập ngày 14 tháng 9 năm 2018.
9. ↑  "Mariah Carey, Lyrical Life Coach, Returns With More Advice in "GTFO"". Elle.com. ngày 13 tháng 9 năm 2018. Truy cập ngày 14 tháng 9 năm 2018.
10. ↑  "Mariah Carey is Totally Over You on New Sultry Kiss-Off 'GTFO': Listen". Billboard.com. Truy cập ngày 14 tháng 9 năm 2018.
11. ↑  Wass, Mike (ngày 8 tháng 1 năm 2019). "Bangers, Ballads & Bops: The 100 Best Singles Of 2018". Idolator. Bản gốc lưu trữ ngày 15 tháng 1 năm 2023. Truy cập ngày 18 tháng 3 năm 2019.
12. ↑  "Best Music Of 2018". NPR. Truy cập ngày 18 tháng 3 năm 2019.
13. ↑  "Обновление музыкальных чартов - 14 сентября 2018 г. - 14 Сентября 2018 - Billboard.ru". billboard.do.am. Truy cập ngày 14 tháng 9 năm 2018.
14. ↑  "Mariah Carey released a new song, "GTFO," from her upcoming album". Newsweek.com. ngày 13 tháng 9 năm 2018. Truy cập ngày 14 tháng 9 năm 2018.
15. ↑  "Mariah Carey releases new album teaser 'GTFO' (VIDEO) - Malay Mail". Malaymail.com. Truy cập ngày 14 tháng 9 năm 2018.
16. ↑  "Mariah Carey - GTFO". YouTube. ngày 13 tháng 9 năm 2018. Truy cập ngày 14 tháng 9 năm 2018.
17. 1 2  "GTFO by Mariah Carey". Itunes.apple.com. ngày 14 tháng 9 năm 2018. Truy cập ngày 14 tháng 9 năm 2018.
18. ↑  "Российский сингловый чарт (14 сентября 2018)". Чарты Billboard Russia. ngày 14 tháng 9 năm 2018. Truy cập ngày 14 tháng 9 năm 2018.